# Panevėžys (condado)
Panevėžys ou Panevėžio Apskritis é um apskritis da Lituânia, sua capital é a cidade de Panevėžys.

## Municípios
- Biržai (distrito município)
- Kupiškis (distrito município)
- Panevėžys (distrito município)
- Pasvalys (distrito município)
- Rokiškis (distrito município)
- Panevėžys (cidade município)